# Sacher Film
La Sacher Film è una compagnia italiana di produzione e distribuzione cinematografica fondata nel febbraio del 1987 da Nanni Moretti e Angelo Barbagallo; il suo esordio fu in quello stesso anno con il film di Carlo Mazzacurati Notte italiana. Dal 2007, in seguito alla fuoriuscita di Barbagallo, è gestita dal solo Moretti.
Il marchio con cui vengono distribuiti i film è Sacher Distribuzione (inizialmente Playbill Distribuzione),  creata in collaborazione col produttore Luigi Musini, che ha sospeso la distribuzione di nuovi film da giugno 2013.

## Produzioni
- Notte italiana di Carlo Mazzacurati (1987)
- Domani accadrà di Daniele Luchetti (1988)
- Palombella rossa di Nanni Moretti (1989)
- La cosa di Nanni Moretti (1990)
- Il portaborse di Daniele Luchetti (1991)
- Caro diario di Nanni Moretti  (1993)
- L'unico paese al mondo di Francesca Archibugi, Antonio Capuano, Marco Tullio Giordana, Daniele Luchetti, Mario Martone, Carlo Mazzacurati, Nanni Moretti, Marco Risi e Stefano Rulli (1994)
- La seconda volta di Mimmo Calopresti (1995)
- Il giorno della prima di Close Up di Nanni Moretti  (1996)
- Aprile di Nanni Moretti (1998)
- La stanza del figlio di Nanni Moretti (2001)
- I diari della Sacher  (2001)
- Zapaterra di César Augusto Meneghetti e Elisabetta Pandimiglio (2002)
- The Last Customer di Nanni Moretti  (2003)
- Il grido d'angoscia dell'uccello predatore (20 tagli d'Aprile) di Nanni Moretti  (2003)
- Te lo leggo negli occhi di Valia Santella (2004)
- Il caimano di Nanni Moretti (2006)
- Habemus Papam di Nanni Moretti (2011)
- Tre piani, regia di Nanni Moretti (2021)
- Il sol dell'avvenire, regia di Nanni Moretti (2023)

## Distribuzioni
- Lontano da Dio e dagli uomini (Mūsų nedaug), regia di Šarūnas Bartas (1996)
- Madame Butterfly, regia di Frédéric Mitterrand (1997)
- La stanza del figlio, regia di Nanni Moretti (2001)
- Tornando a casa, regia di Vincenzo Marra  (2001)
- Te lo leggo negli occhi, regia di Valia Santella (2004)
- Il caimano, regia di Nanni Moretti  (2006)
- Meduse (Meduzot), regia di Shira Geffen e Etgar Keret (2007)
- La zona, regia di Rodrigo Plà (2007)
- Once (Una volta) (Once), regia di John Carney (2007)
- Stella, regia di Sylvie Verheyde (2008)
- Sacro e profano (Filth and Wisdom), regia di Madonna (2009)
- L'illusionista (L'Illusionniste), regia di Sylvain Chomet (2010)
- Cesare deve morire, regia di Paolo e Vittorio Taviani (2011)
- Una separazione (Jodāyi-e Nāder az Simin), regia di Asghar Farhadi (2011)
- Su Re, regia di Giovanni Columbu (2013)